# FC Basel
Fussball Club Basel 1893, pe scurt Basel, este un club de fotbal din Basel, Elveția, care evoluează în Superliga Elvețiană. Cea mai benefică perioadă a fost 1967 – 1980, când FC Basel a câștigat de șapte ori campionatul, acumulând mai multe prezențe consecutive în cupele europene. După retrogradarea din 1987, FC Basel a revenit în prim plan în anii 2000, câștigând titlul de campioană în 2002, 2004, 2005 și 2008. În sezonul 2005/06 a reușit cea mai bună performanță în Cupa UEFA, atingând faza sferturilor, eliminată fiind de Middlesbrough FC.

## Palmares
- Campionatul Elveției (21): 1952–53, 1966–67, 1968–69, 1969–70, 1971–72, 1972–73, 1976–77, 1979–80, 2001–02, 2003–04, 2004–05, 2007–08, 2009–10, 2010–11, 2011–12, 2012–13, 2013–14, 2014–15, 2015–16, 2016–17, 2024–25
- Cupa Elveției (13): 1932–33, 1946–47, 1962–63, 1966–67, 1974–75, 2001–02, 2002–03, 2006–07, 2007–08, 2009–10, 2011–12, 2016–17, 2018–19
- Cupa Ligii Elvețiene: 1972

### Europa
- UEFA Europa League
  -  Semifinală (1) : 2013
  -  Sferturi (1) : 2020